# جون ميرفي (سياسي كندي)
جون ميرفي هو سياسي كندي، ولد في 26 أغسطس 1937 في هاليفاكس في كندا. حزبياً، نشط في الحزب الليبرالي الكندي. وقد انتخب عضو مجلس العموم الكندي عن دائرة Kings—Hants ‏ (1993 – 1997).